# Диего-Мартин (город)
Диего-Мартин (англ. Diego Martin, Произношениео файле) — город и административный центр в одноимённом регионе на северо-западе острова Тринидад в Тринидаде и Тобаго.

## История
Город назван в честь испанского исследователя Дона Диего Мартина. Местность была заселена в 1780-х годах французскими плантаторами и их рабами. 

## География
Город располагается к западу от столицы страны Порт-оф-Спейн и к востоку от Карнейджа.

## Население
По данным на 9 января 2011 года в городе проживали 3550 человек: мужчин — 2918, женщин — 3050.
На 15 мая 2000 года население составляло 5009 человек.